# Ирбитис, Адольф
Адол(ь)ф И́рбитис (латыш. Ādolfs Irbītis, в советских документах также Адольф Янович Ирбит, Адолфс Ирбите; 4 декабря 1910, Рига — 31 августа 1983, Рига) — латвийский художник, дизайнер радиоаппаратуры, книжный график, художник-проектировщик и создатель журнальной рекламы, заслуженный деятель искусств Латвийской ССР (1964).

## Биография
- В 1931 году поступил на графическое отделение в Латвийскую академию художеств, которое в 1934 году с успехом окончил.
- В 1935 году поступает в конструкторский отдел известного рижского предприятия «VEF/ВЭФ», где в это время уже работает его старший брат, известный конструктор, создатель хорошо известной эмблемы фабрики «VEF», Карлис Ирбитис.
- С 1936 года и до начала Великой Отечественной войны Адольф Ирбитис принимает участие в создании всей продукции, выпускавшейся на предприятии VEF—сначала как соавтор, а впоследствии как главный художник-проектировщик.
- В 1938 году «VEF/ВЭФ» начинает выпуск портативных фотоаппаратов «Minox-VEF», созданных конструктором Вальтером Цаппом, при участии художника Адольфа Ирбитиса.

Радиоприёмник Luxus M 1307.
Valsts Elektrotehniskā Fabrika «VEF», Рига, 1940 год.
Художник-проектировщик — Адольф Ирбитис.

- В начале 1941 года работает в городе Воронеже на заводе «Электросигнал». В 1942 году завод эвакуируется в Новосибирск.
- В 1945 году возвращается в Латвию. Работает в администрации садов и парков Лиепаи, занимается садовой архитектурой. Преподаёт в Институте физкультуры, в Риге в 1946 году[5].
- С 1952 по 1956 год работает художником в латвийском журнале «Физкультура и спорт» и иллюстратором рижских рекламных изданий, где впервые появляется подпись: Художник А. Я. Ирбите.
- В 1956 году возвращается на завод «ВЭФ» и становится главным художником отдела художественного проектирования.
- С 1960 года Адольф Ирбитис — руководитель художественного отдела Радиозавода имени А. С. Попова «RRR».
- C 1969 по 1983 год руководит художественным отделом производственного объединения «Radiotehnika», где занимается дизайном всей продукции.
- С 1968 года — Член Союза художников Латвийской ССР.

В 1964 году за большой вклад в создание художественного образа и разработку новых моделей советской радиоаппаратуры Адольф Янович Ирбитис получает почётное звание Заслуженный деятель искусств Латвийской ССР.

## Дизайн радиоаппаратуры
Ирбитису принадлежит авторство дизайна многих моделей радиоаппаратуры, в том числе:
- «VEF», до 1939 года: VEFAR MD/35; VEFAR MD/37; VEFAR 2L MD/37; VEFAR 2BD/37; VEFTRIO 3BD/37; VEFSUPER MD/37; VEF LUX M 707; VEFSUPER LMD/37; VEFSUPER LUX MD/37; VEFSUPER LUXUS MD/37; VEFON MD/39; VEF SUPER MD/39; VEFAR MD/39; VEFTRIO BD/39; VEFAR 2BD/39; VEFSUPER KBD/39.
- «VEF», 1940 год: VEFLUXUS M 1307; VEFLUX M 607; VEFON M 607; VEFSUPER M 507; VEFSUPER SM 507; VEFSUPER KBD/40; VEFSUPER B 306; VEFLUX M 717; VEFON M 617; VEFSUPER M 517; VEFSUPER LM 507; VEFSUPER B 316; VEFAR B 211; RMK M 311.
- «Электросигнал» (Воронеж), 1941 год: Разрабатывает пять вариантов оформления звуковоспроизводящего аппарата «Говорящая бумага».
- «VEF», с 1945 по 1969 год: «Балтика»; «Аккорд» (приёмник и радиола); «Латвия»; «Люкс»; «Мир»; «Кристалл»; «Турист»; «Спидола», «Спидола-269», «ВЭФ-Транзистор-10», «ВЭФ-Транзистор-17»; «ВЭФ-12», «ВЭФ-Радио».
- «Radiotehnika» (RRR), c 1969 по 1983 год: «Гауя»; «Селга», «Селга-2», «Селга-403»; «Банга»; «Ригонда»; «Симфония-003»; «Рига-301», «Рига-302»; «Орбита», «Орбита-2» (приемники); «Рига-101», «Рига-102», «Рига-103»; «Виктория-001»; «ВЭФ-202»; электрофон «Аккорд».
- Другие предприятия: Магнитофоны «Астра-5», «Орбита», «Орбита-303», «Легенда», «Ритм».

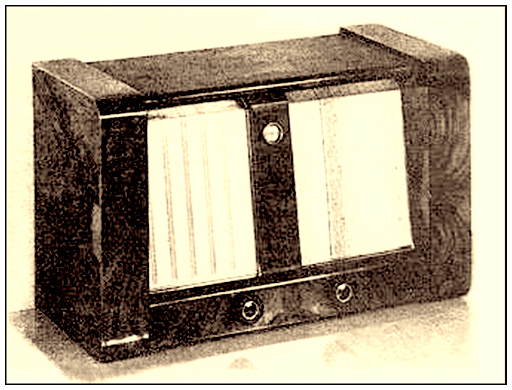
Радиоприёмник «VEF LUX MD/39» (1939)
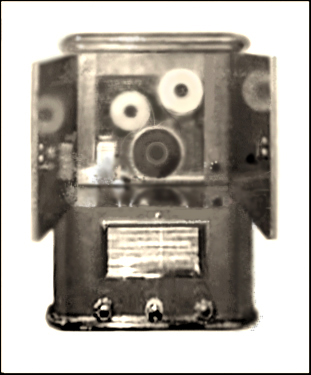
Вариант. Аппарат звукозаписи «ГБ» (1941)
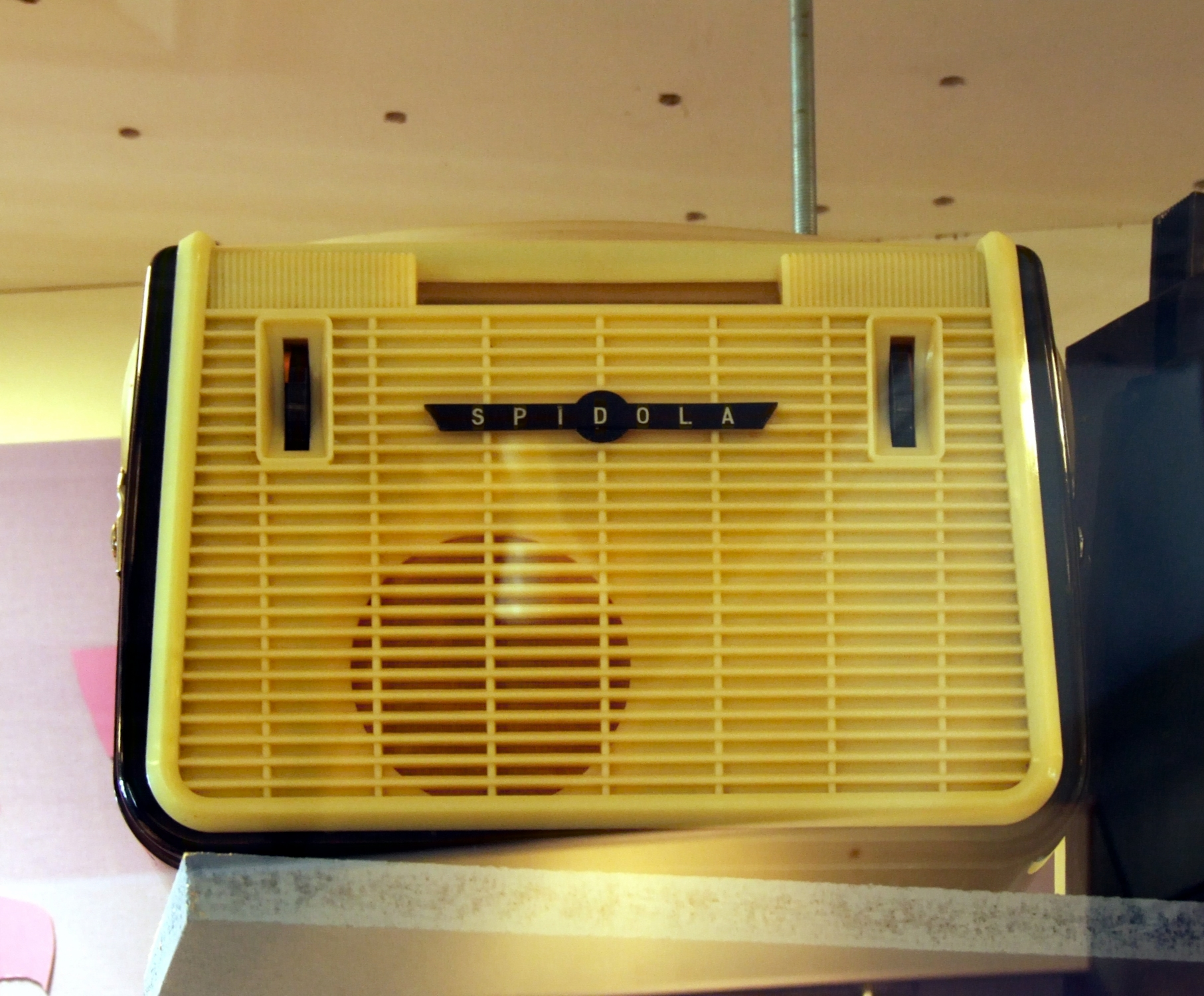
Радиоприёмник «Spidola» (1960)
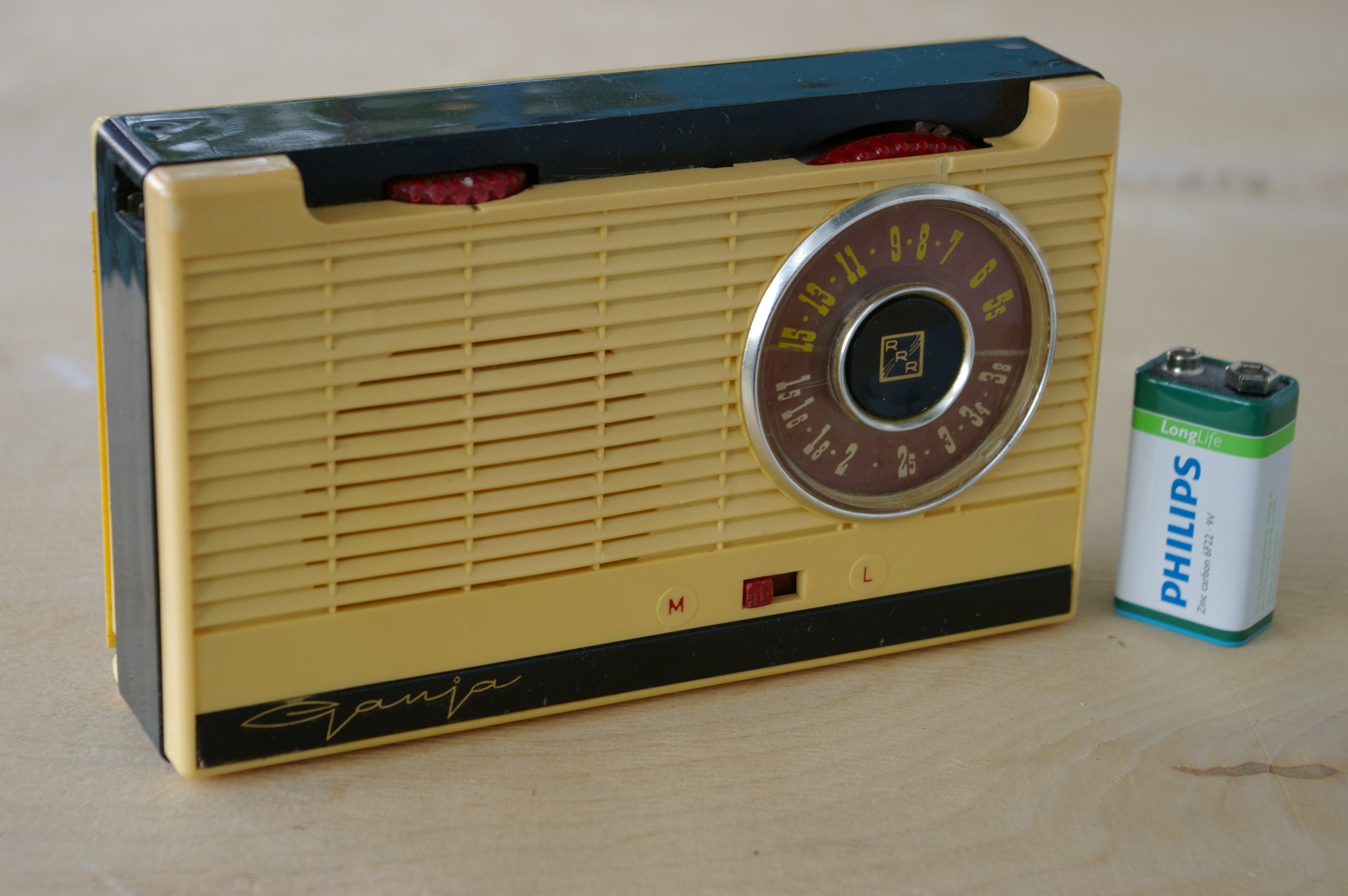
Радиоприёмник «Gauja» (1961)
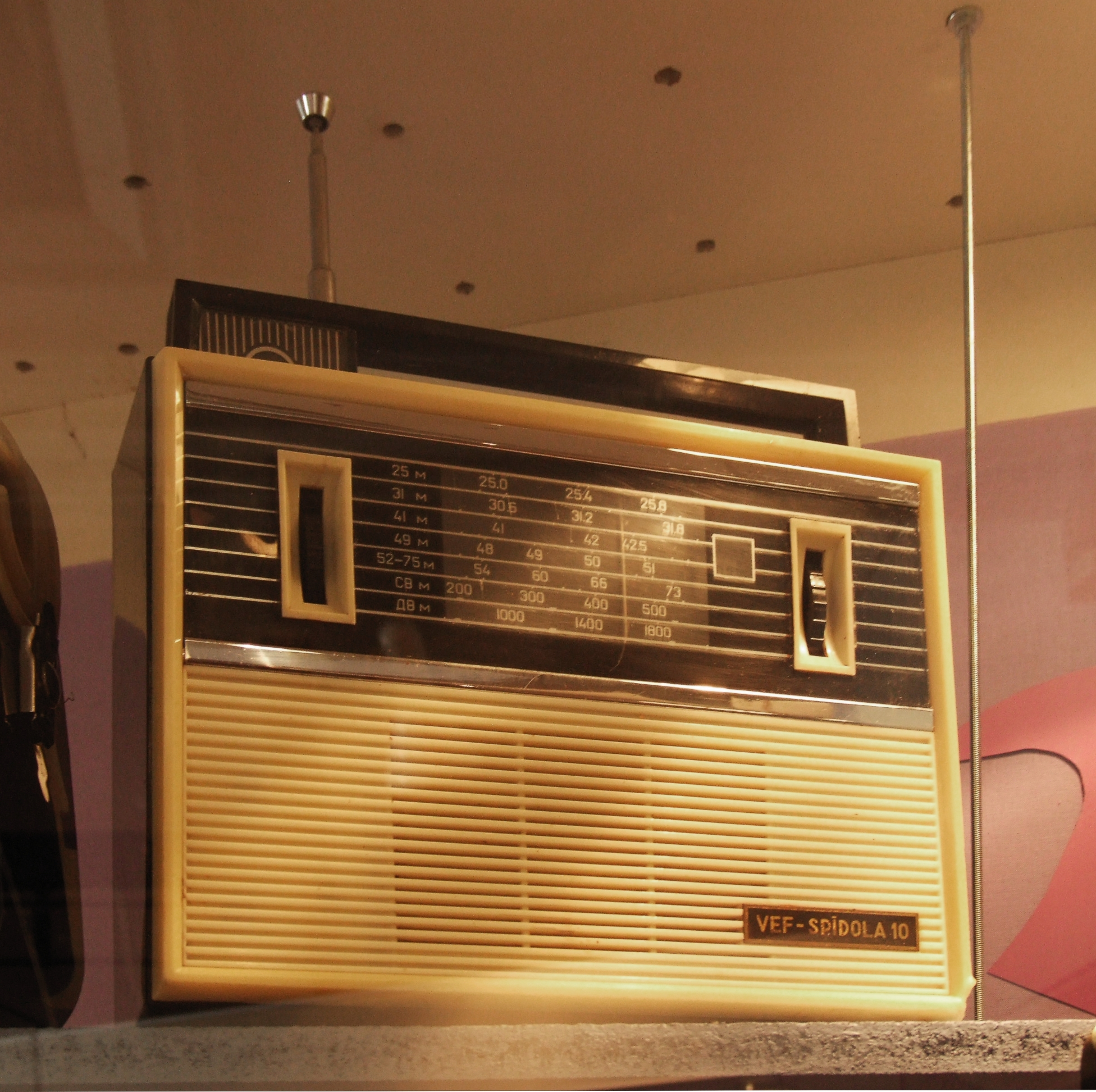
Радиоприёмник «VEF Spidola-10» (1963)
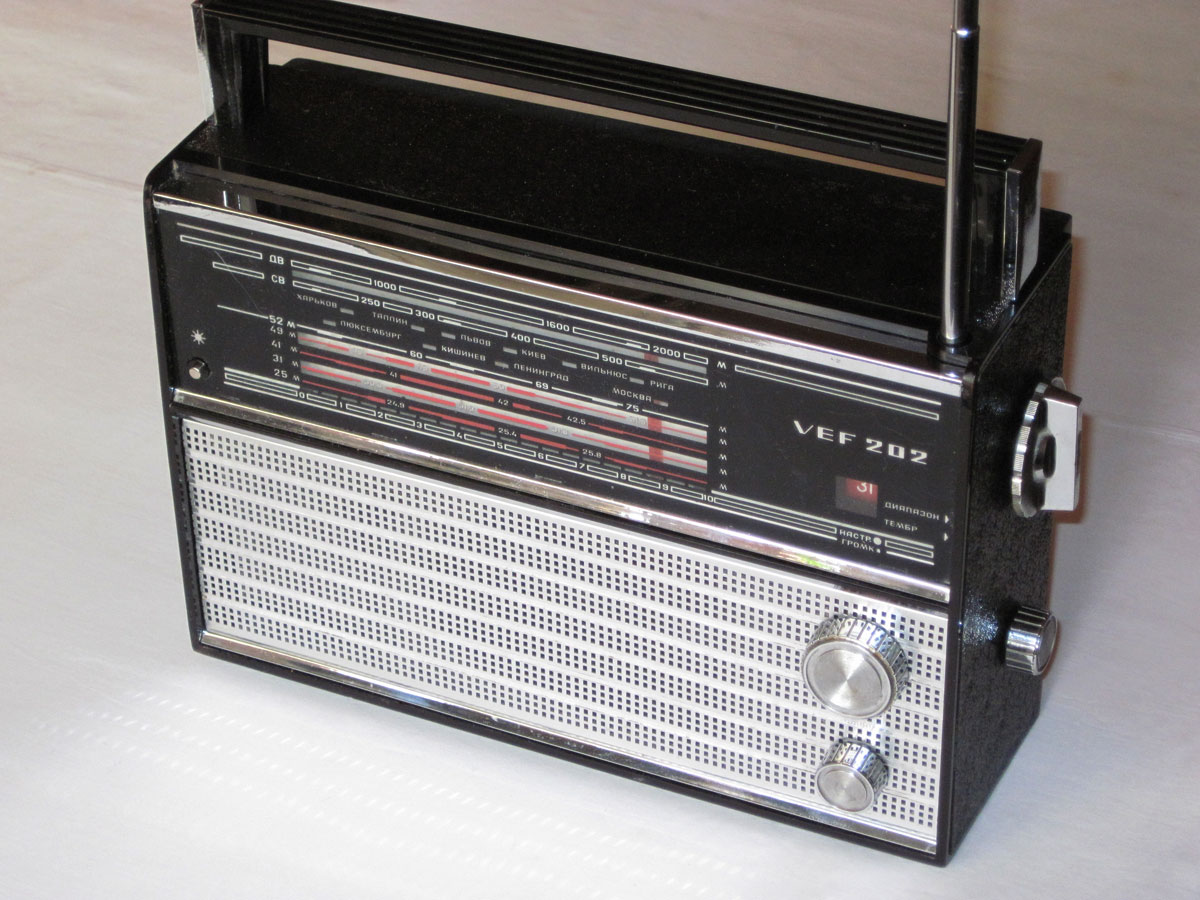
Радиоприёмник «ВЭФ-202» (1971)